# Prunus domestica

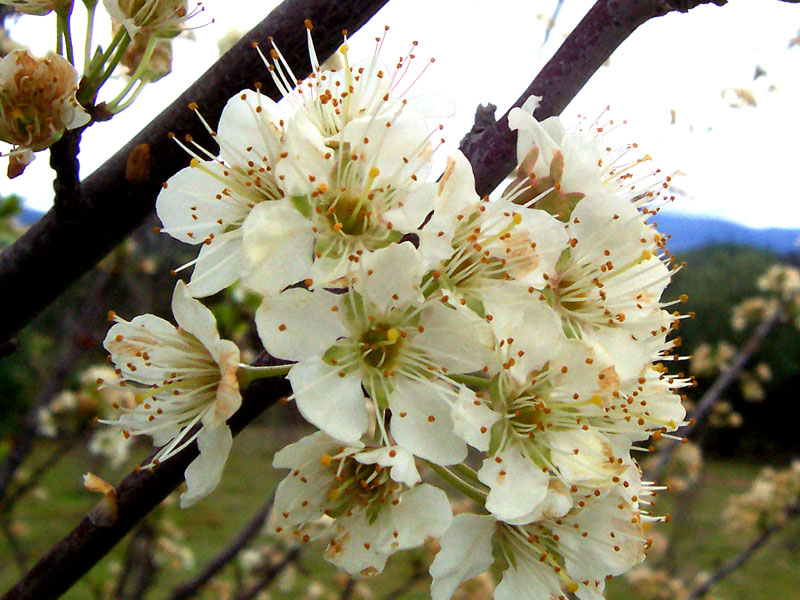
Flores.

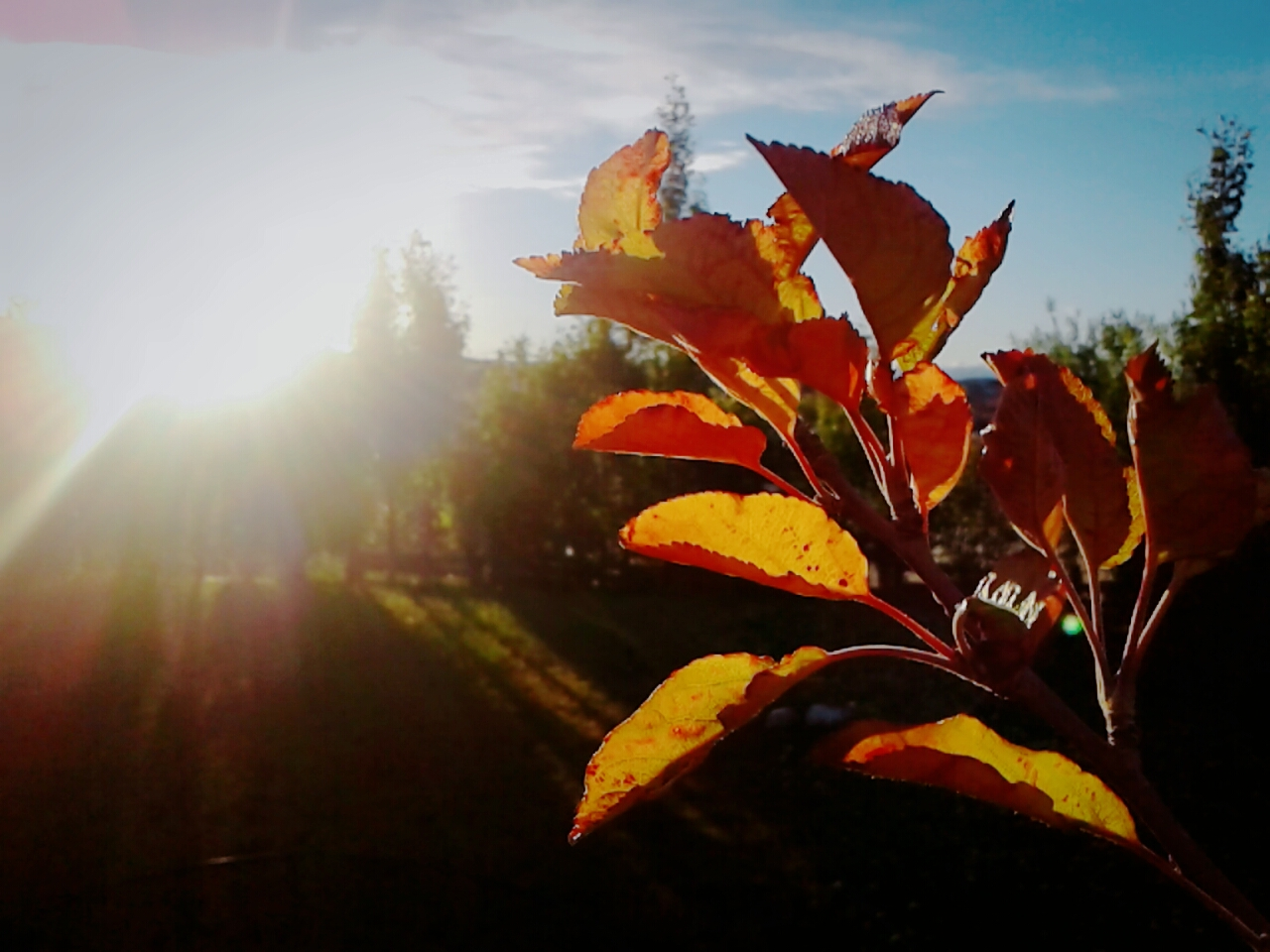
Hojas del ciruelo en su hora más cálida.

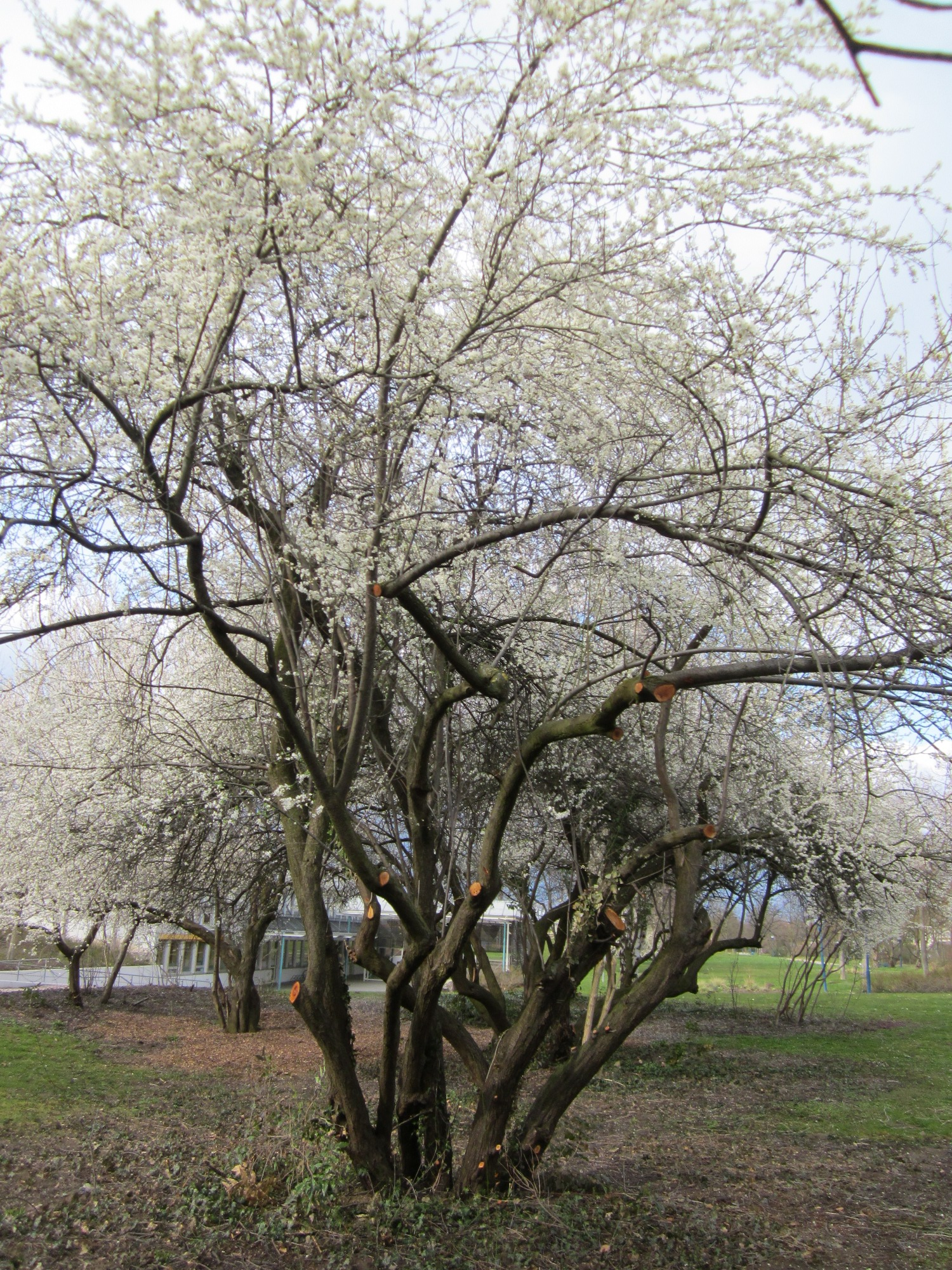
Vista del árbol.

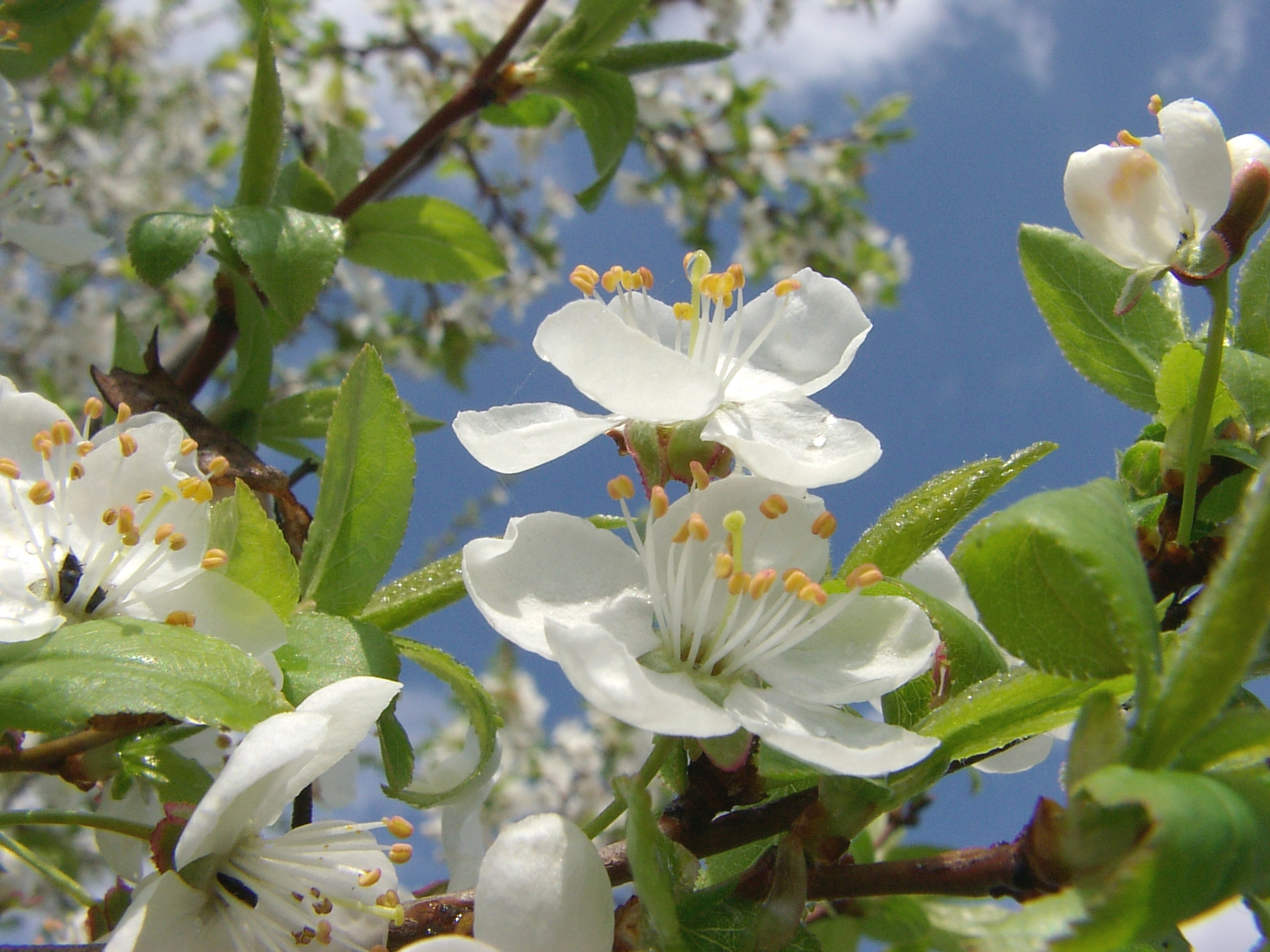
Detalle.

Prunus domestica, el ciruelo europeo y sus múltiples variedades/cultivares, es una especie de pequeño árbol perteneciente a la familia de las rosáceas. La especie es originaria del Cáucaso, Anatolia y Persia y es ampliamente cultivada en todos los países templados.

## Descripción
Árbol de hasta 7(10) m, caducifolio e inerme con ramillas glabrescentes, en general rojizas y brillantes. Las hojas, de 4-8 por 1,7-3,5 cm, son obovadas, elípticas u ovado-lanceoladas, acuminadas, crenadas o aserradas, de haz glabra, y envés más o menos pubescente en los nervios; el pecíolo de 1 a 2,5 cm, es glabrescente; las estípulas, caducas, son linear-lanceoladas con dientes glandulíferos. Las flores son solitarias o germinadas, raramente en fascículos de tres a cinco con pedicelos de 8 a 15 mm, glabros o pubescentes. El receptáculo tiene de 4 a 5 mm y es acopado, glabro o pubescente. El cáliz tiene sépalos de 4 a 5 mm, reflejos, ovado-oblongos, denticulados, obtusos, glabros o pubescentes, y los pétalos de la corola miden de 8 a 13 mm y son obalados, emarginados, blancos o blanco-verdosos. El ovario es glabro y el fruto es una drupa monocarpelar de 4 a 5 cm, elipsoidal o algo globosa, glabra, de color negro azulado, púrpura obscuro, rojizo, amarillento, verdoso, etc., con pruina; el mesocarpo es comestible y de sabor dulce; el endocarpo, esclerificado, es ovoide o elipsoidal, rugoso o punteado, aquillado y adherido al mesocarpo.
Su fruto (la ciruela) si bien se puede consumir fresca se suele consumir mayormente desecada (lo que se  conoce como ciruela pasa).

## Producción mundial
| Principales productores de ciruela (2018) (toneladas) | Principales productores de ciruela (2018) (toneladas) |
| ----------------------------------------------------- | ----------------------------------------------------- |
| China                                                 | 6.788.107                                             |
| Rumania                                               | 842.132                                               |
| Serbia                                                | 842.132                                               |
| Estados Unidos                                        | 368.206                                               |
| Irán                                                  | 313.103                                               |
| Turquía                                               | 296.878                                               |
| India                                                 | 251.389                                               |
| Chile                                                 | 229.951                                               |
| Marruecos                                             | 205.222                                               |
| Ucrania                                               | 198.070                                               |
| Total mundial                                         | 12.608.678                                            |

Fuente

## Cultivo
Es una especie frutal cultivada desde antiguo. Hay dos grandes grupos de variedades cultivadas de ciruelos: las denominadas europeas (Prunus domestica) y las asiáticas (Prunus salicina). En la actualidad son las variedades asiáticas las que más se cultivan, uno de los motivos es la menor necesidad de frío invernal de estas variedades por lo cual se puede cultivar en zonas menos frías y son más precoces.
Algunas de las variedades europeas son: 
- Claudia,
- D'Agen,
- Fellemberg,
- Stanley,
- President.

Entre las asiáticas las más destacadas son: 
- Red Beaut,
- Santa Rosa,
- Angeleno,
- Laroda.

En España, según el Ministerio de Medio Ambiente y Medio Rural y Marino, en 2006 había 20.520 ha de ciruelos. Las principales provincias productoras son Murcia con 4.322 ha, Badajoz con 4.050 ha y Valencia con 2.853 ha.

## Propiedades
- La pulpa es laxante.
- El aceite de su semilla se utiliza como alimento.
- Se hace un licor, parecido al kirsch muy popular en Hungría.

## Taxonomía
Prunus domestica fue descrita por Carlos Linneo y publicado en Species Plantarum 1: 475, en el año 1753.
Prunus adenopoda fue descrita por Koord. & Valeton y publicado en Bull. Inst. Bot. Buitenzorg No. 2, 10 (1899).
Etimología
Ver: Prunus: Etimología
domestica: epíteto latino que significa "cultivada"
Sinonimia
- Druparia insititia Clairv.
- Prunus communis Huds.
- Prunus communis subsp. domestica (L.) Syme in Sm.
- Prunus communis var. domestica (L.) Huds.
- Prunus domestica (L.) B.Boivin
- Prunus domestica subsp. insititia (L.) Fiori & Paol.
- Prunus domestica L. subsp. domestica L.
- Prunus domestica subsp. italica var. claudiana
- Prunus domestica subsp. oeconomica Borkh. ex C.K.Schneid.
- Prunus domestica L.
- Prunus domestica var. syriaca (Mirabela)
- Prunus insititia L.[6]
- Prunus oeconomica Borkh.
- Prunus oeconomica var. domestica (L.) Borkh.
- Prunus sativa subsp. domestica (L.) Rouy & E.G.Camus
- Prunus sativa Rouy & E.G.Camus in Rouy & Foucaud[7][8]

## Nombres comunes
- Castellano: ciruelo, cerollero, cirolero, ciruelero, pruno, prunero, yóyomo, zervellera, zirgüellera, zirgollera.[1]